# Janko Bratanow
Janko Iwanow Bratanow (bułg. Янко Иванов Братанов, ur. 10 czerwca 1952 w Sliwenie) – bułgarski lekkoatleta, płotkarz i sprinter, halowy mistrz Europy.
Specjalizował się w biegu na 400 metrów przez płotki, choć znaczące sukcesy odnosił również w biegu na 400 metrów. Odpadł w eliminacjach biegu na 400 metrów przez płotki na mistrzostwach Europy juniorów w 1970 w Paryżu oraz w półfinale tej konkurencji na mistrzostwach Europy w 1974 w Rzymie.
Zdobył brązowy medal w sztafecie 4 × 2 okrążenia (która biegła w składzie: Krasimir Gutew, Narcis Popow, Jordan Jordanow i Bratanow) na halowych mistrzostwach Europy w 1975 w Katowicach (startowały tylko trzy sztafety).
Zwyciężył w biegu na 400 metrów na halowych mistrzostwach Europy w 1976 w Monachium, wyprzedzając obrońcę tytułu Hermanna Köhlera z RFN i Grzegorza Mądrego z Polski. Na igrzyskach olimpijskich w 1976 w Montrealu zajął 6. miejsce w finale biegu na 400 metrów przez płotki.
Odpadł w eliminacjach biegu na 400 metrów na halowych mistrzostwach Europy w 1978 w Mediolanie i w półfinale biegu na 400 metrów przez płotki na mistrzostwach Europy w 1978 w Pradze. Na igrzyskach olimpijskich w 1980 w Moskwie ponownie awansował do finału biegu na 400 metrów przez płotki (jako jedyny finalista igrzysk w 1976 w tej konkurencji), w którym zajął 8. miejscei.
Bratanow był mistrzem Bułgarii w biegu na 400 metrów przez płotki w latach 1972–1974, 1978 i 1979, a w hali mistrzem swego kraju w biegu na 400 metrów w 1974 i 1975.
Sześciokrotnie poprawiał rekord Bułgarii w biegu na 400 metrów przez płotki do rezultatu 49,77 s, osiągniętego 13 czerwca 1976 w Fürth (pierwszy wynik zawodnika bułgarskiego poniżej 50 sekund), raz w biegu na 400 metrów czasem 47,0 uzyskanym 14 maja 1976 w Atenach i trzykrotnie w sztafecie 4 × 400 metrów do czasu 3:07,2 (12 sierpnia 1979 w Atenach).